# 大文托湖

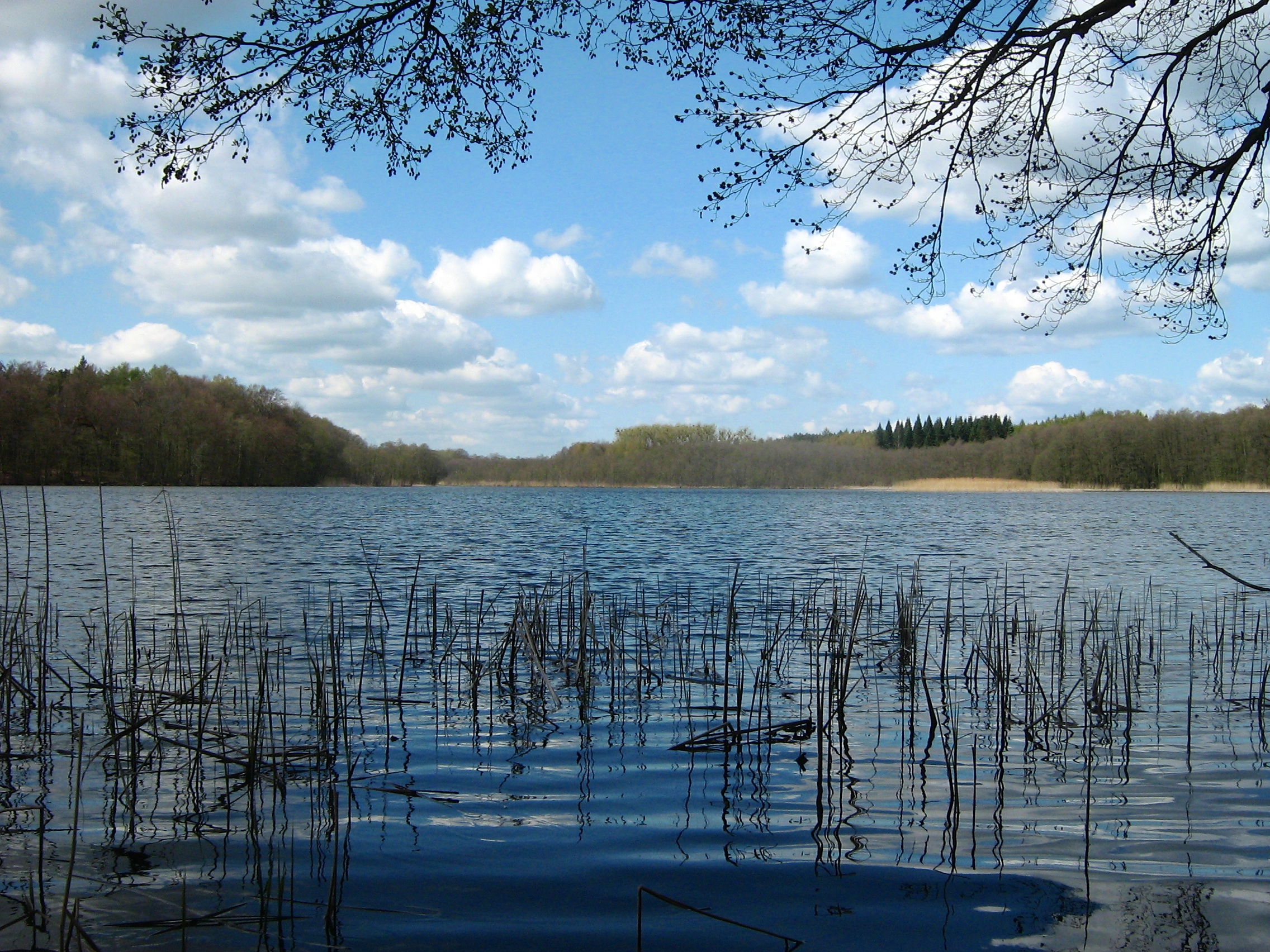

53°3′24″N 13°13′55″E / 53.05667°N 13.23194°E
大文托湖（德語：Großer Wentowsee），是德國的湖泊，位於該國西南部，由勃蘭登堡州負責管轄，位處於上哈弗爾縣，長3.7公里、寬1公里，面積2.79平方公里，海拔高度48米，平均水深2.2米，最大水深4米，水體容量600萬立方米。